# 못한 여자, 했던 남자
《못한 여자, 했던 남자》는 2006년 5월 13일에 MBC에서 방영한 베스트극장이다.

## 등장 인물

### 주요 인물
- 우희진 : 주소라(33세) 역 - 유아의류회사 아가랑 디자이너
- 최재원 : 유상봉(35세) 역 - 산부인과 의사, 이혼한 지 3년
- 김철기 : 김태훈(33세) 역 - 소라의 전 애인

### 그 외 인물
- 손유정
- 허승재
- 오정석
- 김정수
- 기연호
- 박주희
- 장주연
- 안세미
- 민병애
- 안장훈
- 이승기
- 홍성범
- 김아린
- 한나